# Kōmei Abe
Kōmei Abe (安部幸明?) (Hiroshima, Japón, 1 de septiembre de 1911-Tokio, Japón, 28 de diciembre de 2006) fue un compositor, director de orquesta y violonchelista japonés. Procedente de una familia de origen noble, destaca por ser el autor, entre otras obras, de un concierto para piano, un concierto para violonchelo y diversos cuartetos de cuerda.

## Biografía
Nacido en Hiroshima Kōmei Abe estudió violonchelo con Heinrich Werkmeister (1883-1936) en la Escuela de Música de Tokio por aquel entonces el lugar con las mejores instalaciones de Japón para el estudio de la música clásica occidental. Durante sus estudios musicales formó parte de un grupo de cámara y trabajó especialmente la música de Ludwig van Beethoven. 
Abe también formó parte de la Orquesta de la Escuela bajo la dirección del compositor Klaus Pringsheim (1883-1972) quien fuera uno de sus mentores. Pringsheim, quien accediera como profesor en la Escuela de Música de Tokio en 1931, fue un pupilo del compositor Gustav Mahler (1860-1911) y ya había dirigido, en la década de 1910, óperas en Ginebra, Praga o Bremen y junto a la Orquesta Filarmónica de Berlín el ciclo de sinfonías de Mahler. Abe se familiarizó con el estilo compositivo de armonía y contrapunto alemán y, paulatinamente, se decantó por la composición y no por la interpretación como violonchelista. De este modo fue muy influenciado por la visión de su profesor, por el descubrimiento de la música del romanticismo representada por Mahler y Richard Strauss (1864-1949), y por el neoclasicismo de autores como Paul Hindemith (1895-1963) y Kurt Weill (1900-1950).
A la edad de 34 años Abe ya había compuesto diversas obras, incluyendo varias piezas para orquesta, cuatro cuartetos para cuerda, una sonata para flauta y composiciones para bandas sonoras de películas. Su nombre se vinculó al movimiento neoclásico. En 1948 fue nombrado directo musical de la Orquesta Imperial de Japón cargo que ostentó durante seis años. En este periodo la orquesta realizó diversos conciertos que incluían en el repertorio valses y serenatas en fiestas organizadas por la Casa Real de Japón cuya audiencia eran invitados extranjeros. Sin embargo los integrantes de la Orquesta Imperial eran músicos de Gagaku, un tipo de música clásica japonesa que se interpreta en la corte imperial, y contaban con una formación clásica en música tradicional japonesa. De ellos Abe aprendió técnicas y composiciones tradicionales niponas, algo con lo que no estaba familiarizado durante su etapa de formación, lo que amplió sus horizontes como compositor.
Algunas de sus composiciones más célebres en el periodo tras la Segunda Guerra Mundial, incluyen la Sinfonía nº. 2 (1960), el Quinteto para clarinete (1946) y, especialmente, la serie de Cuarteto de cuerdas nº5 a nº 15 (1947-1993).
La mañana del 28 de diciembre de 2006 falleció, a la edad de 95 años, en Tokio.

## Composiciones

### Obras para orquesta
- 1935 Pequeña suite, para orquesta
- 1937 Concierto para violonchelo y orquesta
- 1957 Sinfonía nº. 1
  1. Allegro con brio
  2. Adagietto
  3. Vivace assai
- 1960 Divertimento, para saxofón alto y  orquesta
  1. Andante sostenuto
  2. Adagietto
  3. Allegro
- 1960 Sinfonía nº. 2
- 1963 Serenata
- 1964 Sinfonietta, para orquesta
  1. Allegro con brio
  2. Moderato
  3. Scherzo: Andante - Presto
  4. Finale: Allegro assai
- 1985 Piccola sinfonia, para orquesta de cuerdas

### Obras dramáticas
- Jungle Drum, ballet

### Música de cámara
- 1935 - Cuarteto de cuerdas nº. 1
- 1937 - Cuarteto de cuerdas nº. 2
- 1939 - Cuarteto de cuerdas nº. 3
- 1941 - Cuarteto de cuerdas nº. 4
- 1942 - Sonata nº.1, para flauta y piano
- 1946 - Quinteto para clarinete
- 1946 - Cuarteto de cuerdas nº. 5
- 1948 - Cuarteto de cuerdas nº. 6
- 1950 - Cuarteto de cuerdas nº. 7
- 1951 - Divertimento, para saxofón alto y piano
- 1952 - Cuarteto de cuerdas nº. 8
- 1954 - Divertimento para cinco instrumentos
- 1955 - Cuarteto de cuerdas nº. 9
- 1978 - Cuarteto de cuerdas nº. 10
- 1982 - Cuarteto de cuerdas nº. 11
- 1987 - Cuarteto de cuerdas nº. 12
- 1989 - Cuarteto de cuerdas nº. 13
- 1990 - Cuarteto de cuerdas nº. 14
- 1992 - Cuarteto de cuerdas nº. 15